# Bestune B70S
La Bestune B70S è un'autovettura prodotta dalla casa automobilistica cinese First Automobile Works con marchio Bestune dal 2022.

## Profilo e contesto
La vettura è stata presentata durante il Guangzhou Auto Show 2021 ed è stato poi lanciata sul mercato in Cina nel primo trimestre del 2022.
L'interno della B70S presenta tre schermi, uno per il quadro strumenti digitale da 12,3 pollici, un altro display touchscreen dedicato invece per l'infotainment sempre da 12,3 pollici e un altro ancora sempre touchscreen più piccolo da 7 pollici posto sotto quest'ultimo per controllare il climatizzatore. I sedili sono dotati di serie di rivestimenti in pelle e Alcantara ed è presente l'assistente virtuale olografico 3D condiviso con la Bestune T77.
La B70S è alimentata da due motorizzazioni a benzina con sovralimentazione mediante turbocompressore a quattro cilindri in linea: al top di gamma c'è un due litri con 165 kW (224 CV) di abbinato ad una trasmissione automatica a 6 velocità, mentre nella versione base c'è un 1,5 litri da 170 CV abbinato ad un cambio automatico DCT a 7 velocità. Entrambe le motorizzazioni sono disponibili solo a trazione anteriore.